# Rink Babka
Richard Aldrich Babka, detto Rink (Cheyenne, 23 settembre 1936 – 15 gennaio 2022), è stato un discobolo statunitense.

## Palmarès
| Anno | Manifestazione          | Sede     | Evento           | Risultato | Misura  | Note |
| ---- | ----------------------- | -------- | ---------------- | --------- | ------- | ---- |
| 1960 | Olimpiadi               | Roma     | Lancio del disco | Argento   | 58,02 m |      |
| 1967 | Campionati panamericani | Winnipeg | Lancio del disco | Argento   | 56,88 m |      |